# Ніцца (футбольний клуб)
Ніцца (фр. Olympique Gymnaste Club de Nice-Côte d'Azur) — французький футбольний клуб з міста Ніцца. Заснований в 1904 році. Чотириразовий чемпіон Франції (1951, 1952, 1956 і 1959), триразовий володар Кубка Франції (1952, 1954 і 1997).

## Історія

### XX століття

#### Створення
ФК «Ніцца» засновано в 1904 році.
Став відомий тим, що базується в незручному для суперників місці. Після Першої світової війни багато клубів скаржилися, що добиратися на південний схід Франції дуже важко. «Ніццу» навіть хотіли офіційно виключити з чемпіонату з цієї причини, однак нічого в чиновників не вийшло.

#### Золоті часи
Найкращі часи «Ніцци» припали на 1950-ті роки. Спочатку Нум Андойре], а потім — Маріо Зателлі, Джордж Беррі, Луїс Карнілья і Жан Лусіано чотири рази виграли чемпіонат країни, а також команда стала триразовим володарем Кубка. Причому найперший титул в 1951 році дістався команді зовсім непросто. На перше місце «орлята» потрапили тільки в передостанньому турі. Разом з «Ліллем» команда набрала однакову кількість очок, але краща різниця забитих і пропущених м'ячів врятувала ситуацію. Ще три команди всього на одне очко відстали від двох лідерів. Виграючи національні чемпіонати, «Ніцца» отримала можливість дебютувати в Кубку європейських чемпіонів. Дуже погано складалися справи на європейській арені з мадридським «Реалом». Двічі «королівський клуб» зупиняв французів на стадії чвертьфіналу, причому в другому випадку «вершкові» навіть поступилися в «Ніцці» з рахунком 2:3, але за сумою двох зустрічей іспанці пройшли в півфінал, а через кілька місяців виграли трофей.

#### Український слід у команді
Протягом 1948—1950 років за «Ніццу» грав колишній гравець львівської «України» та київського «Динамо» Олександр Скоцень, який, увійшовши у гру 45 разів, забив 23 голи й вважався одним з найсильніших форвардів Ліги 1.

### XXI століття
Наступні десятиліття були непростими для клубу. Фінансові проблеми, невдалі спортивні показники заважали уболівальникам радіти успіхам своєї команди. У 2002 році команда після п'яти сезонів у другому дивізіоні піднялася в Лігу 1, але спочатку місцева влада відмовилася спонсорувати участь «орлят» у вищій лізі. Все змінилося після того, як футболісти відмовилися від преміальних, обіцяних керівництвом за вихід в еліту. Повернувшись, команда отримала друге дихання. У сезоні 2005—2006 клуб дістався фіналу Кубка Французької ліги.
Довгі роки клуб був середньостатистичною командою Франції. У сезоні 2012—2013 команда зайняла 4-те місце й потрапила в Лігу Європи. Там клуб програв у кваліфікації кіпрському «Аполлону» й вибув з турніру. А того ж року в чемпіонаті «Ніцца» посіла 17-ту позицію, обігнавши на 2 очка «Сошо», яке вилетіло в Лігу 2.
У сезоні 2015—2016 клуб придбав у «Ньюкасл Юнайтед» Хатема Бен Арфу, який став лідером «Ніцци» й 4 бомбардиром чемпіонату. А команда посіла 4-те місце.

## Досягнення

### Національні
- Чемпіонат Франції
  - Чемпіон (4): 1950/51, 1951/52, 1955/56, 1958/59.
  - Срібний призер (3): 1967/68, 1972/73, 1975/76.

- Дивізіон 2/Ліга 2
  - Чемпіон (4): 1947/48, 1964/65, 1969/70, 1993/94.
  - Срібний призер (1): 1984/85.

- Дивізіон 3/Ліга 3
  - Чемпіон (2): 1984/85, 1988/89.

- Кубок Франції
  - Володар (3): 1951/52, 1953/54, 1996/97.
  - Фіналіст (2): 1977/78, 2021/22.

- Суперкубок Франції
  - Володар (1): 1970.
  - Фіналіст (3): 1956, 1959, 1997.

- Кубок Французької ліги
  - Фіналіст (1): 2005/06.

### Міжнародні
- Латинський кубок
  - Фіналіст (1): 1952.

## Склад команди
Станом на 14 серпня 2025
| №  | Поз. | Нац.                     | Гравець             |
| -- | ---- | ------------------------ | ------------------- |
| 2  | ЗХ   | Туніс                    | Алі Абді            |
| 4  | ЗХ   | Бразилія                 | Данте (капітан)     |
| 5  | ЗХ   | Єгипет                   | Мохамед Абдельмонем |
| 6  | ПЗ   | Алжир                    | Гішам Будауї        |
| 7  | НП   | Кот-д'Івуар              | Жеремі Бога         |
| 8  | ПЗ   | Домініканська Республіка | Пабло Росаріо       |
| 9  | НП   | Нігерія                  | Терем Моффі         |
| 10 | НП   | Марокко                  | Соф'ян Діоп         |
| 11 | ПЗ   | Франція                  | Морган Сансон       |
| 14 | НП   | Алжир                    | Білаль Брахімі      |
| 19 | ПЗ   | Алжир                    | Бадредін Буанані    |
| 20 | ЗХ   | Франція                  | Том Луше            |
| 21 | НП   | Швеція                   | Ісак Янссон         |
| 23 | ПЗ   | Франція                  | Габен Бернардо      |
| 25 | НП   | Франція                  | Мохамед-Алі Шо      |

| №  | Поз. | Нац.         | Гравець                                |
| -- | ---- | ------------ | -------------------------------------- |
| 26 | ЗХ   | Франція      | Мелвін Бар                             |
| 28 | ЗХ   | Сьєрра-Леоне | Джума Ба (в оренді з «Манчестер Сіті») |
| 29 | НП   | Кот-д'Івуар  | Еванн Гессан                           |
| 31 | ВР   | Франція      | Максім Дюпе                            |
| 33 | ЗХ   | Сенегал      | Антуан Менді                           |
| 36 | ЗХ   | Марокко      | Хамза Кутун                            |
| 37 | ЗХ   | Гана         | Коджо Оппонг                           |
| 39 | ПЗ   | Франція      | Джибріль Кулібалі                      |
| 44 | ЗХ   | Франція      | Аміду Думбуя                           |
| 49 | НП   | Камерун      | Бернар Нгуене                          |
| 55 | ПЗ   | Бурунді      | Юссуф Ндайшимі                         |
| 64 | ЗХ   | Канада       | Моїз Бомбіто                           |
| 80 | ВР   | Сенегал      | Єванн Діуф                             |
| 92 | ЗХ   | Франція      | Жонатан Клосс                          |

## Відомі гравці
- Роже Пьянтоні
- Андре Шорда
- Жюст Фонтен
- Ліонель Летізі
- Марама Ваїруа
- Патріс Евра
- Хосеп Самітьєр
- Рікардо Замора
- Густаво Вассальйо
- Дік ван Дейк
- Бакарі Коне
- Ібрагім Туре
- Едерсон
- Едгарас Янкаускас
- Жозеф-Дезіре Жоб
- / Олександр Скоцень
- Маріо Балотеллі

## Відомі тренери
- Луїс Карніглія 1955—1957
- Влатко Маркович 1974—1976 і 1980—1981
- Марсель Домінго 1981—1982
- Карлос Б'янкі 1989—1990